# Bandeira da Comunidade para o Desenvolvimento da África Austral
A Bandeira da Comunidade para o Desenvolvimento da África Austral é um símbolo oficial da SADC, do seu nome em inglês, Southern Africa Development Community ou, em português, Comunidade para o Desenvolvimento da África Austral.

## História

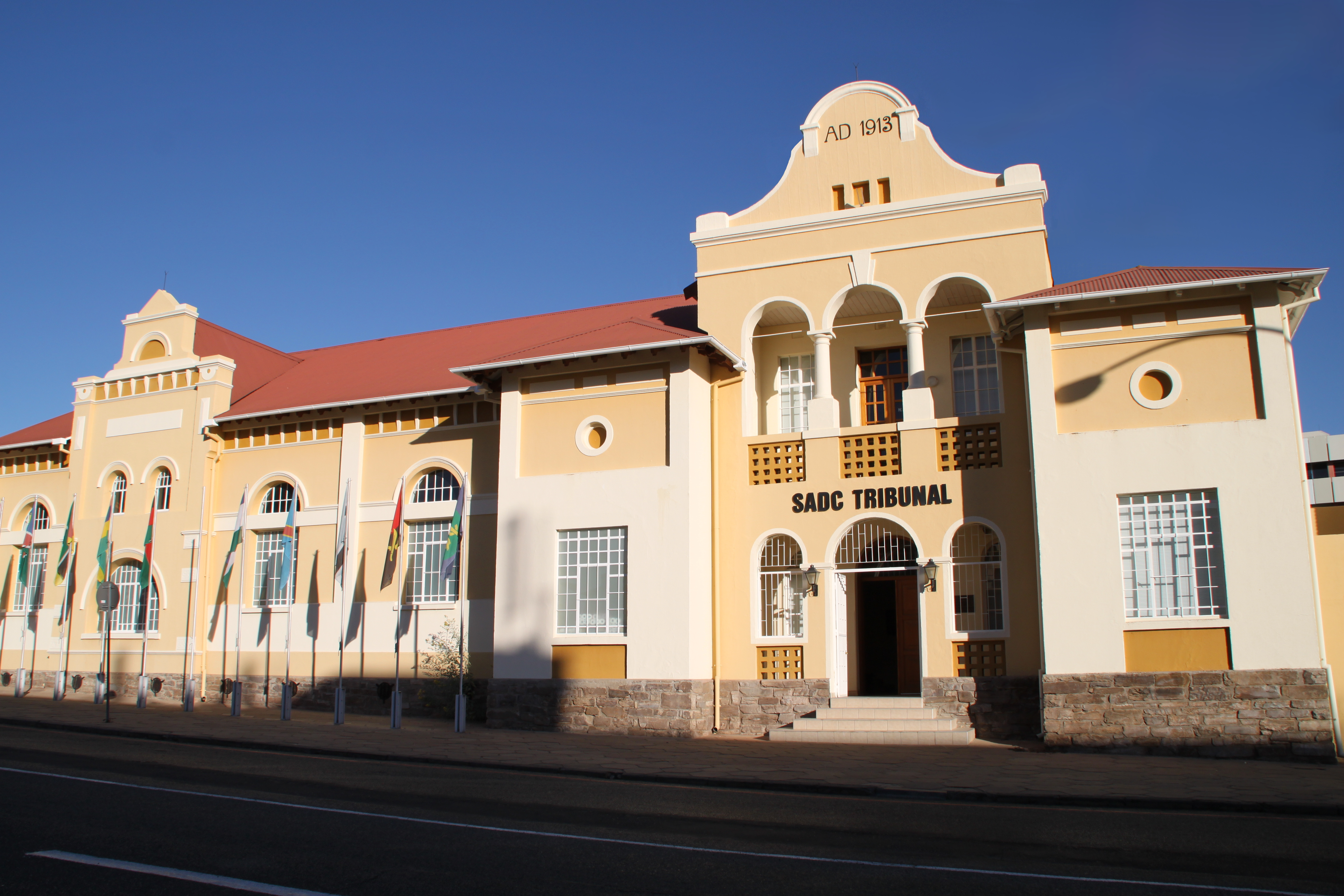
Bandeira da SADC e dos estados membros hasteadas em frente ao Tribunal da SADC, em Windhoek

A Comunidade para o Desenvolvimento da África Austral existe desde 1992, a partir da transformação da SADCC (Southern Africa Development Co-ordination Conference ou Conferência de Coordenação para o Desenvolvimento da África Austral), criada em  1980 por nove dos estados membros. Esta transformação, que teve lugar em 17 de Agosto de 1992 em Windhoek, Namíbia, foi motivada pelo fim do regime de apartheid na África do Sul.
Com a adoção do Tratado e o novo papel e membros da SADC, houve a necessidade da adoção de novos logotipo e bandeira. A inspiração e ideias para a nova bandeira vieram da resposta popular a um concurso de bandeiras da SADC. Mais de mil inscrições foram recebidas de cidadãos dos países membros. O logotipo foi alterado para refletir a nova sigla, contudo manteve o mesmo estilo usado anteriormente. Vários desenhos de bandeiras foram propostos no final de 1994 e o modelo final foi escolhido no início de 1995.
Após a escolha, a nova bandeira foi lançada oficialmente em 28 de agosto de 1995 na Cimeira da SADC realizada no World Trade Center em Kempton Park, Joanesburgo. De acordo com o secretário executivo da SADC na ocasião, Kaire Mbuende, diplomata namíbio e Secretário Geral da SADC de 1994 a 1999, a bandeira serviu para marcar a transição formal do mandato da organização de uma Conferência de Coordenação para o Desenvolvimento para o de uma Comunidade.

## Características
Seu desenho consiste em um retângulo de fundo azul com um círculo verde no centro. O retângulo tem proporção largura-comprimento de 2:3. Dentro do círculo, que ocupa 70% da largura da bandeira, está a sigla do nome da comunidade em inglês (SADC) em letras não serifada na cor ouro.
As cores oficiais são apresentadas no quadro abaixo:
| Cor | Sistema Pantone | CMYK        | RGB         | Hex     |
| --- | --------------- | ----------- | ----------- | ------- |
|     | Reflex Blue C   | 100.87.0.20 | 0, 20, 137  | #001489 |
|     | Verde 354C      | 85.0.98.0   | 0, 177, 64  | #00B140 |
|     | Amarelo 124C    | 0.29.100.1  | 234, 170, 0 | #EAAA00 |

## Simbolismo
As letras estão entrelaçadas demonstrando a união entre os países. O azul simboliza o céu e os oceanos que fornecem água para a sobrevivência, enquanto o verde representa a rica flora e fauna da região, bem como o potencial agrícola. A abundante riqueza mineral da região é representada pelas letras douradas. Na descrição oficial dos significados das cores, o azul simboliza o céu e os oceanos que fornecem água para a sobrevivência, enquanto o verde representa a rica flora e fauna da região, bem como o potencial agrícola. A abundante riqueza mineral da região é ilustrada pelas letras douradas.